# Pétange Open 2013
Il Pétange Open 2013, noto anche come ATP Roller Open, è stato un torneo di tennis facente parte della categoria ATP Challenger Tour nell'ambito dell'ATP Challenger Tour 2013. È stata la 2ª edizione del torneo che si è giocata a Pétange in Lussemburgo dal 9 al 15 settembre 2013 su campi in cemento indoor e aveva un montepremi di €64,000.

## Partecipanti singolare

### Teste di serie
| Nazionalità | Giocatore          | Ranking* | Testa di serie |
| ----------- | ------------------ | -------- | -------------- |
| Francia     | Kenny de Schepper  | 69       | 1              |
| Francia     | Nicolas Mahut      | 78       | 2              |
| Germania    | Benjamin Becker    | 87       | 3              |
| Germania    | Tobias Kamke       | 89       | 4              |
| Germania    | Jan-Lennard Struff | 96       | 5              |
| Francia     | Paul-Henri Mathieu | 107      | 6              |
| Lituania    | Ričardas Berankis  | 112      | 7              |
| Kazakistan  | Andrej Golubev     | 141      | 8              |

- Ranking al 26 agosto 2013.

### Altri partecipanti
Giocatori che hanno ricevuto una wild card:
- Stéphane Bohli
- Gilles Kremer
- Ugo Nastasi
- Joe Hatto

Giocatori che sono passati dalle qualificazioni:
- Filip Veger
- Alexandre Sidorenko
- Sam Barry
- Constant Lestienne

## Vincitori

### Singolare
Tobias Kamke ha battuto in finale  Paul-Henri Mathieu con il punteggio di 1–6, 6–3, 7–5

### Doppio
Ken Skupski /  Neal Skupski hanno battuto in finale  Benjamin Becker /  Tobias Kamke con il punteggio di 6–3, 6(5)–7, [10–7]